# Тринадцять (фільм, 2003)
«Тринадцять» (англ. Thirteen) — американська підліткова драма 2003 року режисерки Кетрін Гардвік. Сюжет фільму, заснований на підлітковому житті акторки Ніккі Рід, розповідає про дружбу двох дівчаток-підлітків тринадцятирічного віку: Трейсі та Іві; а також непросту долю Мелані, матері Трейсі; про шкільні будні, дорослішання, перший досвід, і пов'язані з цим підліткові переживання. 
Сценарій фільму був написаний протягом шести днів чотирнадцятирічною Ніккі Рід та Кетрін Гардвік. Зйомки проходили в Лос-Анджелесі в 2002 році .
Хоча фільм отримав численні схвальні відгуки від критиків, він викликав деякі суперечки через зображення вживання молоддю наркотиків, сексуальної поведінки неповнолітніх і самопошкодження. 

## Сюжет
Трейсі — типова відмінниця та гарна дівчинка. Її мати Мелані, яка нещодавно вилікувалась від алкогольної залежності, намагається підтримувати свою дочку. 
Якось Трейсі бачить, як по шкільному двору проходить Іві — найкрасивіша і найпопулярніша дівчинка в школі — і у неї виникає велике бажання стати схожою на неї. Трейсі вирішує позбутися образу «маленької дівчинки», коли Іві та її подруги дражнять її за вбрання. У магазині, що належить подрузі Мелані, Трейсі із задоволенням купує новий стильний одяг.
Наступного дня Трейсі одягає нове вбрання до школи. Під час обіду вона зав'язує розмову з Іві. Дівчата роблять компліменти одна одній, а потім Іві дає новій знайомій свій номер телефону й запрошує її піти за покупками разом.
Схвильована та повна надії, Трейсі дзвонить на номер після школи, але після двох спроб розуміє, що Іві дала їй фальшивий номер телефону, щоб пожартувати. Проте Трейсі рішуче приходить на місце зустрічі і бачить там Іві та її подругу Астрід. Трейсі стає свідком дивної поведінки дівчат, що крали речі і покидає магазин. Згодом вона знаходить спосіб для знайомства з Іві й вирішує витягнути гаманець з сумки незнайомої жінки. Вона повертається з ним у магазин та ділиться грішми з дівчатами.
Цього ж дня Трейсі приводить Іві до себе додому і знайомить її зі своїм старшим братом, таким самим правильним, як вона, і зі своєю матір'ю Мелані. Іві дуже швидко знаходить з усіма спільну мову, оскільки вона досить розкута, приваблива і вміє подобатися. Але Іві – не проста дівчинка. Вона виросла без батьків, а її опікуном є тітка, що страждає від алкоголізму.
Мати Трейсі також не приділяла належної уваги своїй дочці, концентруючи велику частину свого часу на роботі та своїх коханцях, а також на проблемі катастрофічної нестачі грошей, а батько дівчинки покинув їх, коли Трейсі була ще зовсім маленькою. Тому між дівчатками стає дедалі більше спільного. Завдяки такій дружбі невдовзі Трейсі проколює собі язик в тату-салоні, а пуп — у домашніх умовах, починає красти, пити, курити, займатися сексом, тобто жити, як Іві. Зрештою Іві просто переселяється до Трейсі додому.
Незабаром Мелані починає усвідомлювати, що Іві настав час повернутися до себе додому, оскільки з її приходом сварки в їхньому будинку почастішали, а стосунки з дочкою стали руйнуватися на очах.
Мелані везе дівчаток до будинку Іві, щоб дізнатися, що відбувається з її тіткою, оскільки та протягом двох тижнів не відповідала на дзвінки. Побачивши, що з нею все добре, Мелані вирішує залишити Іві з нею. Іві просить Мелані удочерити її, але вона відмовляється. Трейсі погоджується з матір'ю і просить подругу залишитися з тіткою. Іві сприймає це як зраду з боку Трейсі та її матері.
Іві починає ігнорувати Трейсі у школі. Остання хоче домовитись про зустріч, але Іві не хоче контактувати з нею. Зрештою Іві заявляє тітці, що це Трейсі змушувала її вести розпусний спосіб життя. Вони з опікункою приходять до її будинку і знаходять наркотики в кімнаті Трейсі. Розлючена Трейсі наполягає на тому, що підбурювачем до такого способу життя була Іві, а наркотики належать не їй, але скептично налаштована тітка Брук відмовляється її слухати. Мелані захищає Трейсі, але потім тітка Іві тягне Трейсі за рукав, щоб показати на її руці шрами від самоушкодження. Після гучної сварки Брук і Іві залишають будинок Фрілендів та обговорюють переїзд до іншого міста. Фільм закінчується сценою, в якій Мелані та Трейсі засинають, лежачи на ліжку.

## Акторський склад
| Актор(ка)              | Роль           |
| ---------------------- | -------------- |
| Еван Рейчел Вуд        | Трейсі Фріленд |
| Ванесса Гадженс        | Ноел           |
| Бреді Корбет           | Мейсон Фріленд |
| Голлі Гантер           | Мелані Фріленд |
| Дональд Уоррен Моффетт | Тревіс Фріленд |
| Кіп Парду              | Люк            |
| Ніккі Рід              | Іві Замора     |
| Дебора Кара Ангер      | Брук ЛаЛейн    |
| Джеремі Сісто          | Бреді          |
| Сара Кларк             | Бірді          |
| Дженіка Кері           | Астрід         |
| Улісс Естрада          | Рафа           |
| Сара Блейклі-Картрайт  | Медіна         |
| Жасмін Ді Анджело      | Кайла          |
| Тесса Людвік           | Юмі            |
| Синтія Еттінгер        | Синтія         |
| Чарльз Дакворт         | Хаві           |

## Виробництво
Режисерка Кетрін Гардвік, яка раніше працювала художником-постановником, знала Ніккі Рід ще з п'ятирічного віку, адже певний час перебувала у тривалих стосунках з батьком дівчини. 
Гардвік запросила Ніккі попрацювати над сценарієм фільму «Тринадцять» разом з нею. Роботу над сценарієм для напівавтобіографічного фільму вони закінчили за шість днів й спочатку планували зробити його комедійним, причому персонаж Трейсі був взятий із нещодавнього досвіду Рід, коли їй було 12-13 років. Ніккі сказала, що на створення сценарію її особливо надихнув досвід арешту її друзів за торгівлю метамфетаміном, коли їй було тринадцять років.
Продюсери попросили Ніккі Рід зіграти роль у ньому, тому що це була «незручна» роль для більшості молодих акторок.

### Кастинг
Гардвік вважала, що Ніккі Рід не підходить роль Трейсі, тому прослухала сотні дівчат на кастингу. Дізнавшись про Еван Рейчел Вуд, Гардвік прийшла до висновку, що вона зможе зняти фільм лише з нею у головній ролі.
Кетрін Гардвік також сказала, що згода Голлі Гантер зіграти роль матері Трейсі стала ключовим поштовхом до створення фільму. 
Згодом Кетрін Гардвік вдалося залучити приблизно 2 мільйони доларів США для зйомок. Більшість дорослих акторів були широко відомі, і всі вони, як повідомляється, погодилися на низьку оплату, тому що їм сподобався сценарій. Під час зйомок Еван Рейчел Вуд та Ніккі Рід було по чотирнадцять років (пізніше Вуд виповнилося п'ятнадцять).
Брі Ларсон, найбільш відома роллю у фільмі «Капітан Марвел», якій на момент виходу фільму було тринадцять років, пробувалась на одну з ролей у фільмі, але їй було відмовлено.

### Зйомки
«Тринадцять» було знято на недорогу 16-мм плівку протягом 24 днів. Основні зйомки проходили на Мелроуз-авеню, Голлівудському бульварі і районі Веніс, що в Лос-Анджелесі. Домашні сцени знімали в орендованому будинку в долині Сан-Фернандо, а шкільні сцени — просто неба в середній школі Portola Middle School в Тарзані, Каліфорнія.
Відповідно до законодавства про дитячу працю, неповнолітнім акторам дозволялося працювати лише визначену кількість годин на день. Це створило певну атмосферу у виробництві, яка, як пізніше сказали актори та знімальна група, додала швидкості та емоційності фільму. 
Початок «Тринадцять» був дуже ненасиченим у кольорі в сценах до того, як Трейсі подружилася з Іві. Як тільки вони стали друзями, за словами Гардвік, насиченість була збільшена до «сяючого» ефекту. Згодом насичення повільно стає все меншим і меншим до кінця фільму. 
Вбрання, які носили дівчата, належали переважно самим акторкам. Під час зйомок Рід та Вуд не вживали ніяких небезпечних речовин; сигарети, які вони курили, були наповнені здебільшого котячою м’ятою. Подрібнені пігулки, які вони нюхали з обкладинки дитячої книжки, були нешкідливими дієтичними добавками.
Усі сцени, в яких Трейсі робила порізи на тілі були зняті в один день; Еван Рейчел Вуд пригадала, як бігла до свого брата за емоційною підтримкою між кількома дублями. Пізніше Вуд назвала зйомки двох сцен із поцілунками «незграбними», оскільки її родина спостерігала за цим за кадром. 

## Сприйняття

### Касові збори
«Тринадцять» був придбаний компанією Fox Searchlight Pictures після завершення виробництва. Прем'єра фільму відбулася на кінофестивалі «Санденс» 17 січня 2003 року. У Сполучених Штатах він був обмежено випущений 20 серпня 2003 року в Нью-Йорку, після чого офіційна прем'єра відбулася в Лос-Анджелесі 22 серпня. 
Під час прем'єрних вихідних фільм зібрав 116 260 доларів США в прокаті й був показаний на 5 екранах. Його прокат розширився до 243 кінотеатрів 19 вересня 2003 року й зібрав загальну суму в 4 601 043 доларів у Сполучених Штатах. На міжнародних ринках «Тринадцять» зібрав ще 5 527 917 доларів США, що становить 10,1 мільйона доларів у всьому світі.

### Критична відповідь
Рейтинг схвалення фільму на Rotten Tomatoes має 81% на основі 154 рецензій із середнім рейтингом 7,29/10. На Metacritic фільм отримав середню оцінку 70 зі 100 на основі 37 критиків, із зазначенням «загалом схвальних відгуків».

## Саундтрек
Музику написав Марк Мозерсбо. Офіційний саундтрек був випущений 19 серпня 2003 року на лейблі Nettwerk Records, який включає пісні Liz Phair, Clinic, Folk Implosion, Imperial Teen, Katy Rose, The Like і MC 900 Ft. Jesus.

### Трек-лист
| #     | Назва                                               | Автор              | Тривалість |
| ----- | --------------------------------------------------- | ------------------ | ---------- |
| 1.    | «Mas»                                               | Kinky              | 4:21       |
| 2.    | «Super Bad Girl»                                    | Iffy               | 4:18       |
| 3.    | «The Equaliser»                                     | Clinic             | 3:43       |
| 4.    | «Ivanka»                                            | Imperial Teen      | 3:17       |
| 5.    | «(So I’ll Sit Here) Waiting»                        | The Like           | 4:37       |
| 6.    | «Make It with the Best»                             | The Folk Implosion | 3:56       |
| 7.    | «Beso» (за участю Kinnie Star)                      | Carmen Rizzo       | 3:36       |
| 8.    | «Killer inside Me» (Meat Beat Manifestation remix)  | MC 900 Ft. Jesus   | 4:53       |
| 9.    | «Explain It to Me»                                  | Liz Phair          | 3:11       |
| 10.   | «Lemon»                                             | Katy Rose          | 4:47       |
| 11.   | «Pay Attention to Me»                               | Orlando Brown      | 4:15       |
| 12.   | «The Freshest» (за участю Chubb Rock & Tarsha Vega) | The Freshmaka      | 2:52       |
| 13.   | «Nicotine»                                          | Anet               | 3:43       |
| 14.   | «Bien Caliente»                                     | The Tormentos      | 4:04       |
| 15.   | «The Shoot Out»                                     | Mark Mothersbaugh  | 1:09       |
| 16.   | «Hit Me»                                            | Mark Mothersbaugh  | 1:47       |
| 58:23 |                                                     |                    |            |

## Зовнішні посилання
- Тринадцять на сайті IMDb (англ.)
- Тринадцять (фільм, 2003) на сайті Box Office Mojo (англ.)
- Тринадцять (фільм, 2003) на сайті Metacritic (англ.)
- Thirteen на сайті Rotten Tomatoes (англ.)
- Thirteen at The Encyclopedia of Lesbian Movie Scenes